# Клуб первооткрывателей

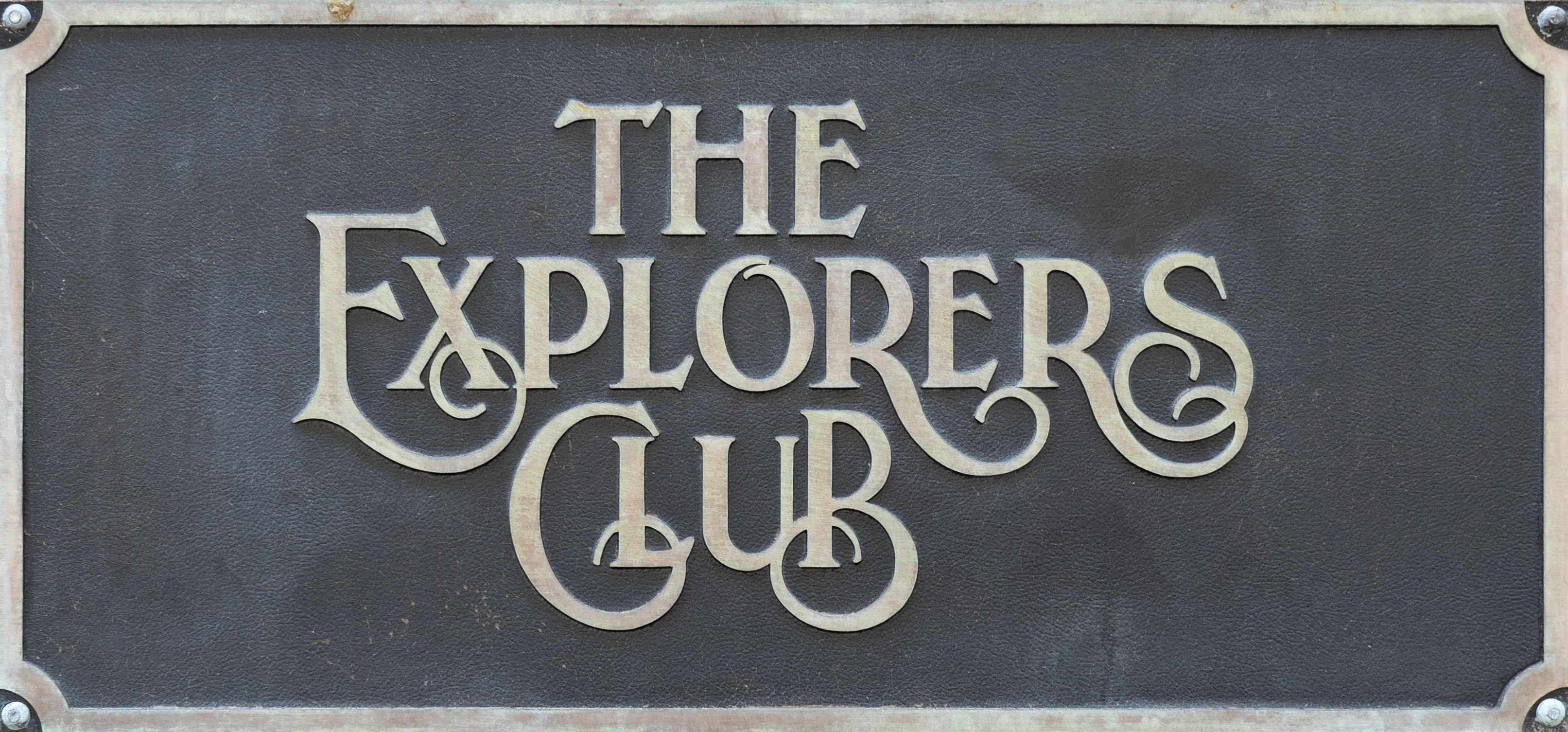
Вывеска Клуба первооткрывателей

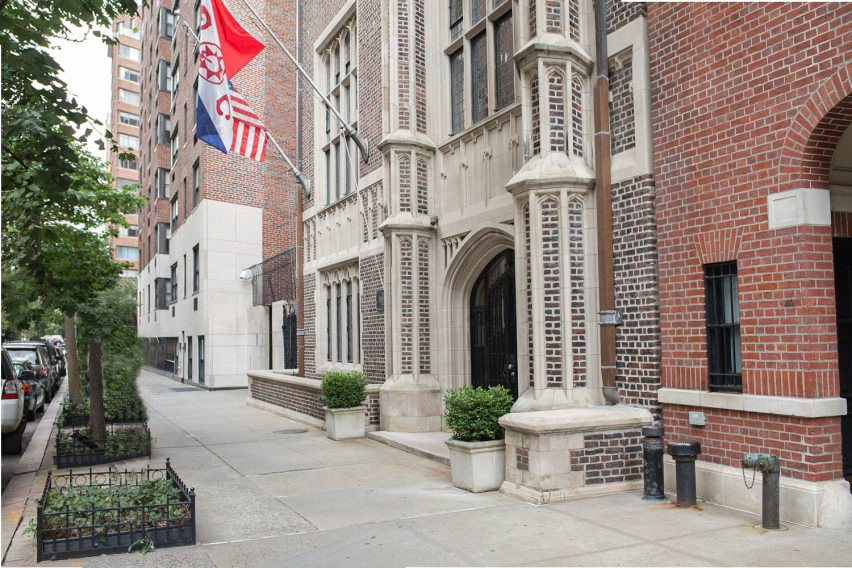
Штаб-квартира Клуба первооткрывателей в Нью-Йорке

Клуб первооткрывателей («Клуб путешественников», «Клуб исследователей», англ. The Explorers Club) — международное многопрофильное профессиональное общество, целью которого является содействие научным исследованиям и изучению земель. Клуб был основан в 1904 году в Нью-Йорке  и служит местом встречи путешественников, исследователей и учёных всего мира.
Клуб первооткрывателей проводит ежегодный ужин в честь достижений в исследовательской сфере; известен подаваемыми на нём необычными, экзотичными блюдами.

## История
В 1904 году по просьбе известного журналиста, историка и исследователя Генри Коллинза Уолша встретились несколько активных исследователей для того, чтобы создать организацию, которая объединила бы единомышленников и всеми возможными средствами помогала их профессиональной деятельности. К Уолшу присоединились Адольф Грили, Артур Дональдсон Смит, Карл Люмхольтц, Маршалл Сэвилл (Marshall Howard Saville), Фредерик Делленбо (Frederick Samuel Dellenbaugh) и Дэвид Брейнард. После нескольких таких неформальных встреч, 25 октября 1905 года был создан Клуб первооткрывателей. Женщин впервые приняли в клуб в 1981 году; в их числе были Сильвия Эрл и Кэтрин Салливан. Известные почётные члены клуба: Теодор Рузвельт, Джон Гленн, Джим Фаулер (Jim Fowler), Уолтер Кронкайт, принц Филипп, герцог Эдинбургский и Альбер I (князь Монако).
В США и по всему миру у Клуба первооткрывателей есть 32 филиала, они являются местными контактными пунктами для исследователей, учёных и студентов. Во многих филиалах проводятся лекции и семинары, ежемесячные ужины, а также выдаются гранты студентам для проведения исследований, здесь издаются информационные бюллетени и организуются экспедиции, выездные и образовательные мероприятия.

### Прославленные «первые»
Клуб первооткрывателей славится достижениями, которых никто никогда не совершал прежде, и они были сделаны членами клуба:
- Первые достигшие Северного полюса (1909 г.) – Роберт Э. Пири и Мэтью Хенсон (Matthew Henson).
- Первый достигший Южного полюса (1911 г.) – Роальд Амундсен.
- Первый совершивший самостоятельный полёт через Атлантический океан (1927 г.) – Чарльз Линдберг.
- Первые поднявшиеся на вершину горы Эверест (1953 г.) – сэр Эдмунд Хиллари и Тенцинг Норгей.
- Первые достигшие самой глубокой точки океана (1960 г.) – Дон Уолш и Жак Пиккар.
- Первые побывавшие на Луне (1969 г.) – Нил Армстронг и Базз Олдрин.
- Впервые обнаружен затонувший пиратский корабль «Уида» (1984 г.) – Барри Клиффорд (Barry Clifford).

### Штаб-квартира

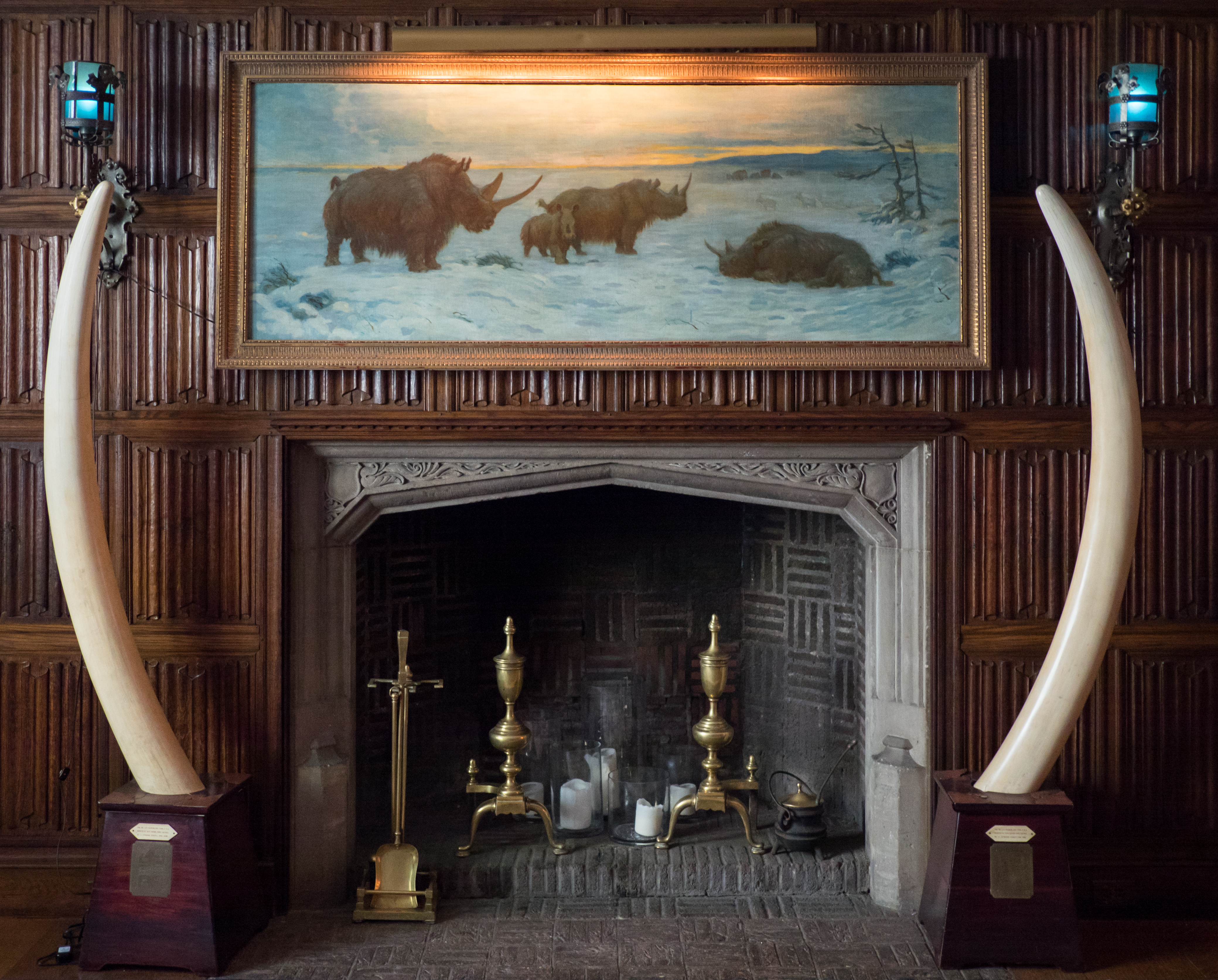
Камин на втором этаже здания Клуба первооткрывателей

Клуб первооткрывателей провёл первое из своих заседаний в первой штаб-квартире в здании по адресу: Нью-Йорк, 67-я Западная улица, 23 (23 West 67th Street in New York City).   В 1928 году клуб завершил строительство своей второй штаб-квартиры на Cathedral Parkway, 544, где коллекция экспонатов, трофеев и книг об исследованиях продолжила пополняться. В 1965 году по инициативе Лоуэлла Томаса (Lowell Thomas)  Клуб приобрёл свою нынешнюю штаб-квартиру на Верхнем Ист-Сайде, отреставрированный шестиэтажный особняк эпохи английского короля Якова I на Восточной 70-й улице (East 70th Street), в котором находится  библиотека Джеймса Б. Форда, хранилище карт сэра Эдмунда Хилари и собрание артефактов из экспедиций за столетний период. Раньше в этом доме жил Стивен С. Кларк (Stephen Carlton Clark). Некоторые комнаты клуба открыты для посещения публикой.

### Лекции и публикации
В 1920-х годах клуб начал приглашать как вернувшихся из экспедиций исследователей, так и учёных, чтобы они делились опытом и своими открытиями. К 1930-м годам эти неформальные встречи превратились в академические лекции и показы. Клуб продолжает проводить в штаб-квартире еженедельные лекции и программы, доступные публике. В ноябре 1921 года Клуб первооткрывателей выпустил первое издание журнала «Исследователи» (Explorer Journal), в котором рассказывались новости из поездок, печатались заметки из штаб-квартиры, публиковались некрологи, обзоры книг и рассказы о недавних приобретениях.  Журнал «Исследователи» по-прежнему издаётся ежеквартально, в нём публикуются статьи и фотографии членов Клуба первооткрывателей.

## Флаг Клуба первооткрывателей
Для того чтобы получить разрешение на ношение флага, член клуба должен доказать, что экспедиция имеет перспективу получения научных результатов. Если ношение флага одобрено, то флаг должен при любой возможности демонстрироваться во время экспедиции. Затем его нужно вернуть в клуб вместе с письменным отчётом о данной экспедиции. Научно-исследовательская коллекция клуба представляет собой хранилище этих уникальных отчётов, в том числе оригинал «Флагманской книги» ("Flag Book") — журнал в переплёте, где содержатся рукописные отчёты, старинные гравюры, газетные вырезки и разнообразные записи, предоставленные теми исследователями, которые первыми носили флаг клуба во время своих экспедиций.
Сегодня насчитывается 202 номерных флага. К ним относятся флаги таких экспедиций как:
- Флаг №2 – Рой Чепмен Эндрюс – экспедиции в пустыню Гоби.
- Флаг №7 – Сэр Джордж Хьюберт Уилкинс – первые трансарктические полеты.
- Флаг №32 – Капитан Роберт А. «Боб» Бартлетт – экспедиции Эффи М. Моррисси.
- Флаг №50 – Бертран Пиккард и Андре Боршберг (André Borschberg) – перелёт над Америкой на самолёте "Solar Impulse"[12].
- Флаг №61 – Люк Харди – экспедиция «Мир Арктики» (в Канадскую Арктику).
- Флаг №80 – Тим Тейлор ФН'04 – экспедиции по обнаружению трёх из пятидесяти двух пропавших во время второй мировой войны подводных лодок США[13].
- Флаг №81 – Виктор Весково и Патрик Лахи – экспедиция «Пять глубин».
- Флаг №105 – Л. Рон Хаббард – экспедиция по радиоисследованиям на Аляске[14][15][16].
- Флаг №123 – Тур Хейердал – экспедиция «Кон-Тики».
- Флаг №150 – Георгий Курунис – взятие проб грунта из газового кратера Дарваза в Туркменистане[17].
- Флаг №160 – Фредерик Паулсен –  Антарктическая кругосветная экспедиция[18].
- Флаг №161 – Джеймс Кэмерон – погружение в «Бездну Челленджера»[19].
- Флаг №163 – Л. Рон Хаббард – океанская археологическая экспедиция (1961 г.) и «Геологическая экспедиция Хаббарда» (1966 г.) [20][21][22].
- Флаг №193 – Наоми Уэмура – первая одиночная экспедиция на Северный полюс.

На борту миссий НАСА «Аполлон-8», «Аполлон-11», «Аполлон-13» и «Аполлон-15» были установлены миниатюрные флаги Клуба первооткрывателей.

## Президент
Президент Клуба первооткрывателей избирается путём голосования Совета директоров после ежегодного собрания. Мужчины и женщины могут предлагать свою кандидатуру к рассмотрению.

## Россияне – члены Клуба первооткрывателей
Владимир Семёнович Чуков – профессиональный путешественник, действительный член Русского географического общества, член Ассоциации российских полярников,  заслуженный мастер спорта, член Национального географического общества США, член Клуба первооткрывателей США (The Explorers Club), член Попечительского совета международного центра Рерихов, президент Регионального общественного фонда поддержки экспедиционной деятельности «Арктика».
Юрий Александрович Сенкевич – учёный, путешественник, кандидат медицинских наук, президент Ассоциации путешественников России, тележурналист, ведущий телепередачи «Клуб путешественников», автор книг и научных работ. Был принят в члены Клуба первооткрывателей США (The Explorers Club)  в 1994 году .
Николай Николаевич Дроздов – учёный-зоолог, биогеограф, путешественник, доктор биологических наук, профессор Московского Государственного Университета, член академии наук Нью-Йорка, ведущий телепередачи «В мире животных», автор книг и научных статей. Стал членом Клуба первооткрывателей США (The Explorers Club) в 1994 году.

## Внешние сайты
- explorers.org — официальный сайт Клуб первооткрывателей